# Tscheljabinsk
Tscheljabinsk [t͡ʃɛlʲˈjabɪnsk] (Ausspracheⓘ, russisch Челябинск, wiss. Transliteration Čeljabinsk) ist eine russische Großstadt am Ural mit 1.176.770 Einwohnern (2025) und somit die siebtgrößte Stadt Russlands. Sie ist Verwaltungssitz der Oblast Tscheljabinsk.

## Lage
Die Stadt liegt in Asien, an der Grenze zwischen Mittlerem und Südlichem Ural, unweit des östlichen Fußes des Gebirges am Fluss Miass, einem Nebenfluss der Isset im Einzugsgebiet des Ob.

## Geschichte
Tscheljabinsk wurde 1736 als Festung und Bestandteil der Orenburger Befestigungslinie am rechten Ufer des Flusses Miass gegründet. Der Name der Stadt entstammt vermutlich regionalen uralischen Turksprachen, Tscheljabi bedeutet dort „die Edlen“.
1743 wurde Tscheljabinsk zum Verwaltungszentrum für die Provinz Isset und erhielt 1787 den Stadtstatus. Von 1781 bis 1796 gehörte Tscheljabinsk zur Ujesd Jekaterinburg, einer Unterverwaltungseinheit im Gouvernement Perm. Danach wechselte Jekaterinburg die Zugehörigkeit zum Gouvernement Orenburg.
Ende des 18. Jahrhunderts war die Stadt ein regionales Verwaltungszentrum und auch Schauplatz der Auseinandersetzungen beim Aufstand des Bauernführers Jemeljan Pugatschow gegen Katharina die Große.
Bis ins 19. Jahrhundert blieb Tscheljabinsk eine Kleinstadt. Den ersten großen wirtschaftlichen Entwicklungsschub brachten ab 1891 die von Konstantin Michailowski hergestellte Eisenbahnverbindung nach Jekaterinburg sowie die Inbetriebnahme der Transsibirischen Eisenbahn, die in Tscheljabinsk ihren Ausgang nahm. Tscheljabinsk wurde zum bedeutendsten Verkehrs- und Handelszentrum im Ural und zum Hauptumschlagplatz für Tee und Getreide. In der Folge siedelten sich zahlreiche Betriebe zur Verarbeitung der Handelsware wie Ölmühlen und Gerbereien an.
Nach dem Ausbruch der Oktoberrevolution und des Russischen Bürgerkrieges wurde die Stadt durch die Weißgardisten des Admirals Koltschak besetzt. Nachdem ein tschechoslowakischer Soldat beim sogenannten „Zwischenfall von Tscheljabinsk“ am 14. Mai 1918 ums Leben kam und dies zu Protesten führte, ordnete der neue sowjetrussische Kriegskommissar Leo Trotzki die Entwaffnung der Tschechoslowakischen Legionen und den Abmarsch aus Russland an. Daraufhin kam es zum Aufstand, und die Legionen eroberten unter Sergej Vojcechovskýs Befehl zweimal die Stadt. Erst am 24. Juli 1919 gelang es der Roten Armee, die Stadt zurückzuerobern.
1919 wurde im Rahmen der Russischen SFSR das Gouvernement Tscheljabinsk gebildet, das nur bis 1923 bestand. Tscheljabinsk kam anschließend zur Oblast Ural, nach deren Auflösung wurde 1934 die bis heute bestehende Oblast Tscheljabinsk gebildet.
In den 1930er Jahren erfolgte im Zuge der Industrialisierung der Sowjetunion der zweite wirtschaftliche Aufschwung. Angesiedelt wurden vor allem Schwerindustriebetriebe. Während des Zweiten Weltkrieges wurden etwa 60 Industrieanlagen aus den westlichen Landesteilen nach Tscheljabinsk verlegt, die nun Rüstungsgüter herstellten. Auf dem Gebiet der Panzerproduktion nahm die Stadt den Spitzenplatz innerhalb der Sowjetunion ein. Das zur Fertigung von Kettenschleppern 1933 gegründete Traktorenwerk (heute Tscheljabinski Traktorny Sawod – URALTRAK) wurde im Zweiten Weltkrieg zu einem wichtigen Produzenten von Rüstungsgütern für die Rote Armee. Neben Raketenwerfern („Stalinorgeln“) fertigte das Werk vor allem gepanzerte Kettenfahrzeuge wie die KW-1- und T-34-Panzer sowie Selbstfahrlafetten der Typen SU-152/ISU-152. In der Zeit des Deutsch-Sowjetischen Kriegs erhielt die Stadt daher den Namen Tankograd – „Panzerstadt“.
Tscheljabinsk war ein Standort innerhalb des sowjetischen Gulag-Systems. Das Tscheljabinsker ITL (Besserungsarbeitslager) bestand von November 1941 bis Oktober 1951. Inhaftiert waren bis zu 15.400 Personen, die beim Bau eines Hüttenwerks, im Industrie-, Straßen-, Zivil- und Wohnungsbau sowie bei der Förderung von Bodenschätzen eingesetzt wurden.
Außerdem befand sich das Kriegsgefangenenlager 68 für deutsche Kriegsgefangene des Zweiten Weltkriegs in Tscheljabinsk. Schwer Erkrankte wurden im Kriegsgefangenenhospital 5882 versorgt. Etwa 12 km östlich der Stadt gab es ein Kriegsgefangenen-Massengrab.
Seit Mitte der 1970er Jahre macht Tscheljabinsk große Fortschritte im Bereich der Kultur. Gefördert wurde diese Entwicklung durch eine zentrale Skulpturenmeile in der 2004 zur Fußgängerzonen umgestalteten Kirow-Straße. Die militärische Produktion wurde im neuen Russland zugunsten einer stärkeren Gewichtung ziviler Fertigung verdrängt – so stellt das heutige URALTRAK-Werk vorwiegend Baufahrzeuge her.
Im August 2007 fand auf den umliegenden Militärstützpunkten das Großmanöver „Friedensmission 2007“ im Rahmen der Shanghaier Organisation für Zusammenarbeit statt, an der neben Russland auch Streitkräfte aus Kasachstan, Tadschikistan, Kirgisien, Usbekistan und der Volksrepublik China teilnahmen.
Über die Grenzen Russlands hinaus ist Tscheljabinsk durch eine ARD-Reportage über das Kinder- und Jugendgefängnis bekannt, in dem ca. 120 Kinder von 11 bis 16 Jahren wegen unterschiedlichster Straftaten von Diebstahl bis Mord einsitzen. Trotz Schulbildung in dieser Einrichtung werden ca. 90 % der Kinder rückfällig.
Am 15. Februar 2013 ging ein Meteor über der Stadt nieder, wodurch mehrere hundert Menschen verletzt wurden.
Bevölkerungsentwicklung
| Jahr | Einwohner a |
| ---- | ----------- |
| 1897 | 19.998      |
| 1925 | 59.200      |
| 1939 | 273.116     |
| 1959 | 689.049     |
| 1970 | 875.210     |
| 1979 | 1.029.522   |
| 1989 | 1.141.777   |
| 2002 | 1.077.174   |
| 2010 | 1.130.132   |

## Wirtschaft

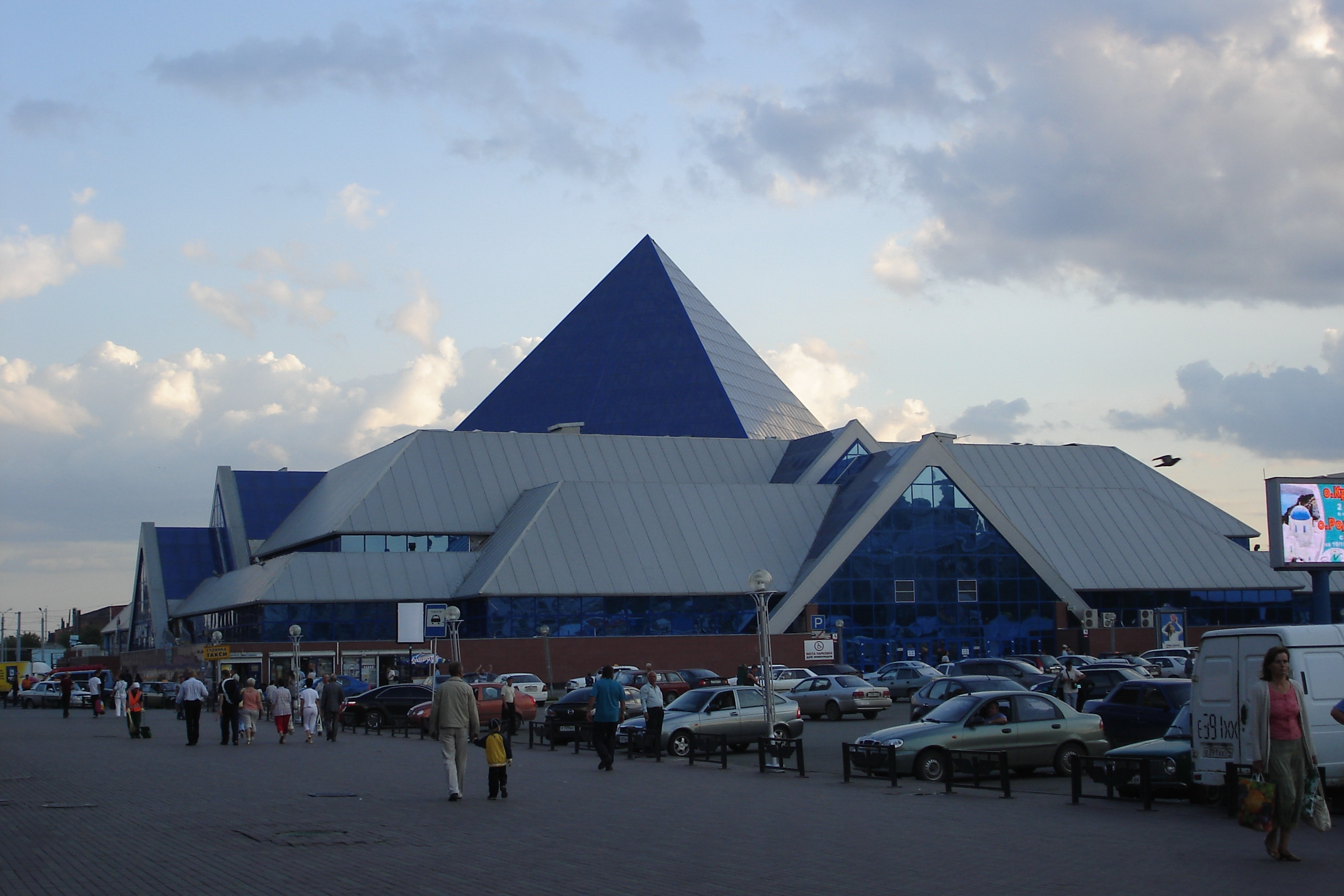
Einkaufszentrum am Hauptbahnhof von Tscheljabinsk

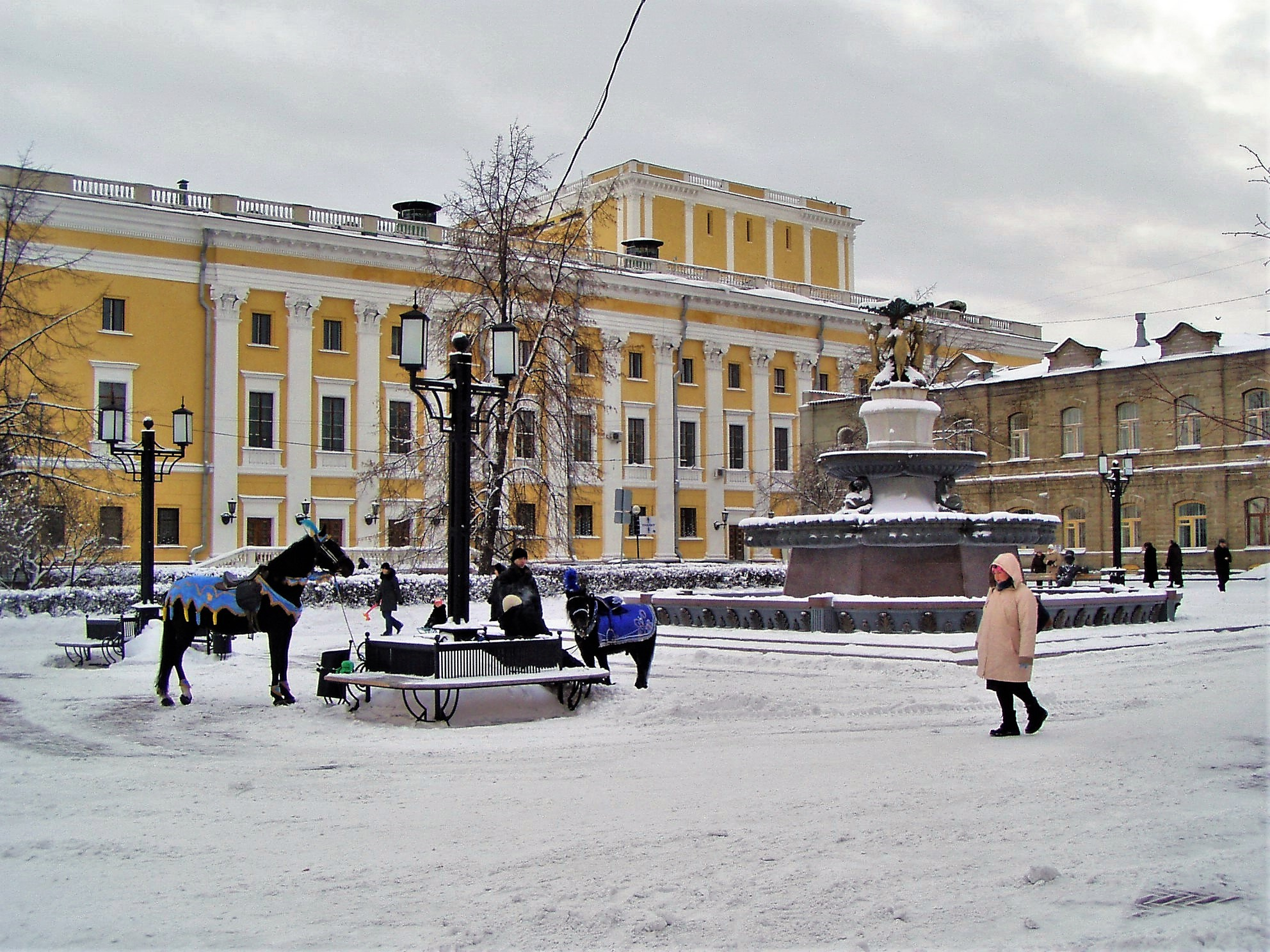
In der Fußgängerzone von Tscheljabinsk

Tscheljabinsk hatte vor dem Bau der Transsibirischen Eisenbahn nur als administratives und regionales Handelszentrum gewisse Bedeutung. Im Jahr 1896 wurden die beiden Linien Tscheljabinsk-Ob (1432 km) und die Bahnlinie Jekaterinburg-Tscheljabinsk (226 km) fertiggestellt. Mit der Bahn kam der industrielle Aufschwung. Tscheljabinsk entwickelte sich daraufhin zu einem Rüstungs-, Industrie-, Verkehrs- und Kulturzentrum von landesweiter Bedeutung. Die metallurgischen Kombinate gehören zu den größten Russlands. In Tscheljabinsk, das auch als die „Schmiede Russlands“ bezeichnet wird, werden folgende Produkte hergestellt:
- Eisenlegierungen, Schleifmittel, Elektroden, Edelstähle
- Draht und Großrohre (bis 1220 mm Durchmesser)
- Rüstungsgüter (insbesondere Panzermotoren)
- Schwermaschinen und Geräte wie zum Beispiel Werkzeugmaschinen, Diesel- und Elektrokräne, Beregnungsanlagen, Uhren (zum Beispiel die Firma Molnija), Radios, Heizgeräte, Messinstrumente
- Kettentraktoren und Baumaschinen aus dem Tscheljabinski Traktorny Sawod
- Güter der chemischen und Leicht- und Nahrungsmittelindustrie

Die Stadt betreibt mehrere Wärmekraftwerke, bildet einen Eisenbahn- und Verkehrsknoten und hat einen Flughafen. Es mündet eine Erdölleitung in der Stadt, durch die auch eine Gaspipeline führt, die von Samotlor kommt. In der Umgebung existieren Lagerstätten von Braunkohle mit einem Gehalt von etwa 1,5 Milliarden Tonnen. Außerdem gibt es weißen Marmor bei Balandino und Kojelga sowie mit „Mochalin Log“ eine Lagerstätte für Mineralien, aus denen Metalle der Seltenen Erden gewonnen werden können.
In der Nähe von Tscheljabinsk befindet sich die geheime Atomtestsperrzone „Tscheljabinsk 70“. Die Existenz des Testgebietes wurde 1992 öffentlich bekannt.

### Verkehr

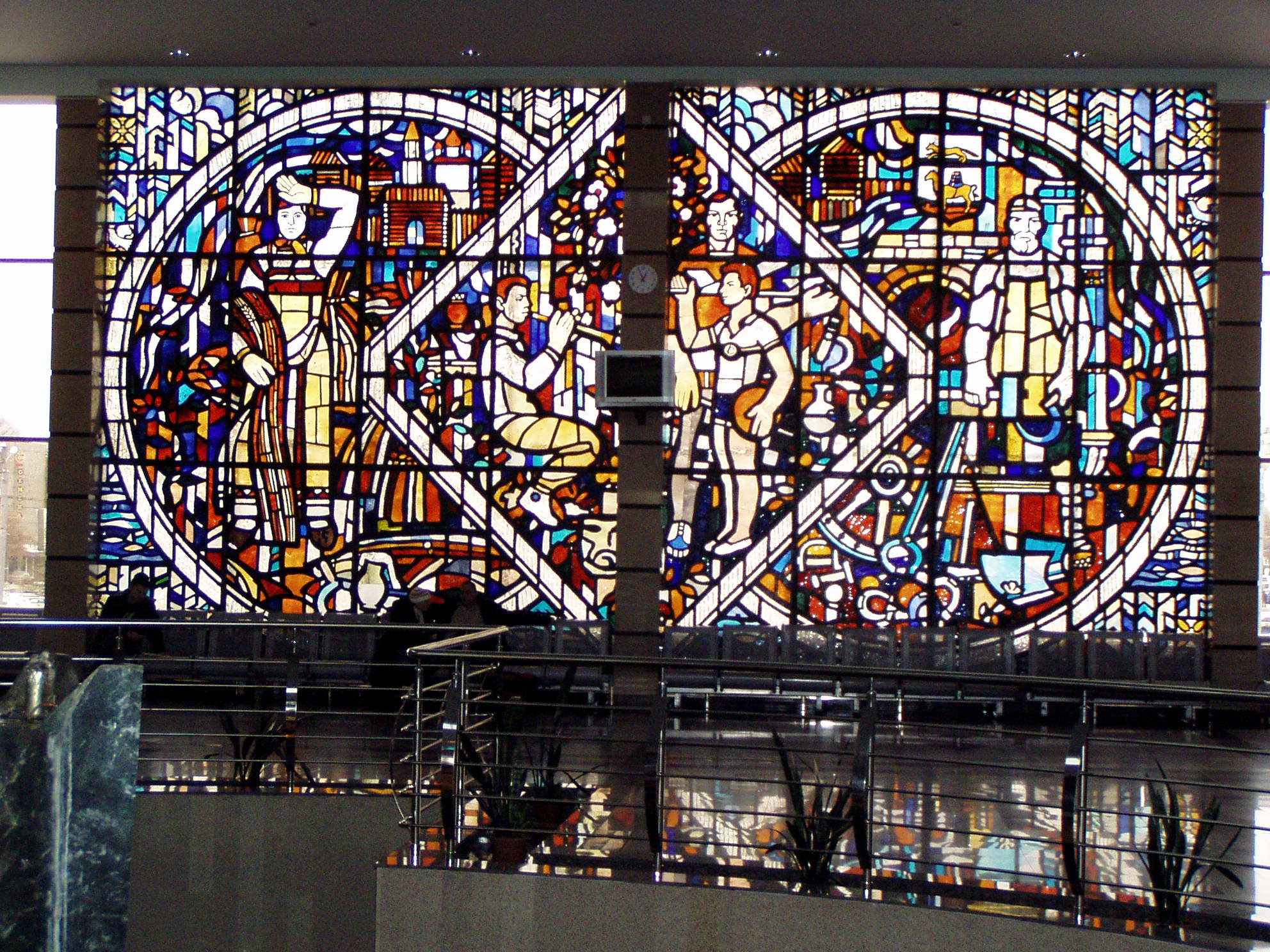
Fenster im restaurierten Hauptbahnhof von Tscheljabinsk

#### Nahverkehr
Die Metro Tscheljabinsk wird seit 1992 gebaut, aber die Eröffnung des ersten Abschnitts wurde hauptsächlich wegen mangelnder Finanzierung immer wieder verschoben. Eine Fertigstellung ist noch nicht in Sicht. Die Hauptlast des öffentlichen Personennahverkehrs trägt aktuell ein System aus Trolleybussen, Straßenbahnen und gewöhnlichen Buslinien. Linientaxis spielen ebenfalls eine wichtige Rolle im öffentlichen Verkehr.

#### Flughafen
Der Flughafen Tscheljabinsk bietet regelmäßige Verbindungen nach Moskau, Sankt Petersburg sowie in sibirische Großstädte.

#### Bahnhof
Der Bahnhof von Tscheljabinsk (HAFAS: Cheliabinsk) wurde 2005 zum besten Bahnhof Russlands gewählt und ist bis heute ein zentraler Verkehrsknotenpunkt von überregionaler Bedeutung. Hier kreuzen sich die West-Ost-Bahntrasse durch ganz Russland von Moskau nach Wladiwostok und die Hauptstrecke von Jekaterinburg südwärts nach Qaraghandy in Kasachstan. Aus Deutschland konnte man Tscheljabinsk mit einer wöchentlich verkehrenden Kurswagenverbindung aus Berlin ohne Umstieg mit einer Fahrzeit von 72 Stunden und 18 Minuten erreichen; diese Verbindung wurde zum Fahrplanwechsel 2013 gestrichen. Die Stadt ist Verwaltungssitz der Regionaldirektion Südural der Russischen Staatsbahn. Die Direktion betreibt nicht nur alle Eisenbahnlinien samt zugehöriger Infrastruktur im Großraum Tscheljabinsk, sondern auch ein über 8000 Kilometer langes Schienennetz.

#### Fernstraßen
Über die föderale Fernstraße M5 ist Tscheljabinsk mit dem europäischen Teil Russlands verbunden. Hier beginnt die Fernstraße R254, die über Omsk (am namensgebenden Fluss Irtysch) nach Nowosibirsk verläuft. Gleichzeitig ist die Stadt Ausgangspunkt der Abzweigung A310, die in südlicher Richtung zur kasachischen Grenze führt.

### Umweltverschmutzung
Ein mit der großen Konzentration der Schwerindustrie einhergehendes Problem ist die exorbitante Umweltverschmutzung in Tscheljabinsk sowie der Smog. Zur hohen Luftverschmutzung kommen vielfach unkontrollierte riesige Mülldeponien hinzu. Eine Bürgerinitiative, darunter vor allem Frauen, brachte Demonstrationen von mehreren Tausend Menschen zusammen und Unterschriften von 160.000 Menschen, welche gegen den Bergbau waren, der ihrer Meinung die Trinkwasserversorgung gefährdete. Ältere Frauen kamen erstmals in ihrem Leben mit der Staatsmaschinerie in Berührung, als sie verhaftet wurden, und meinten dazu: „Das ändert unsere Meinung doch nicht.“

## Demographie
Im Jahre 1928 lebten in Tscheljabinsk ca. 60.000 Menschen, 2004 hatte die Stadt 1.071.000 Einwohner und ist in 7 Stadtbezirke unterteilt:
- Kalininski Rajon – 203.200 Einwohner
- Kurtschatowski Rajon – 182.400 Einwohner
- Leninski Rajon – 189.100 Einwohner
- Metallurgitscheski Rajon – 142.200 Einwohner
- Sowjetski Rajon – 112.200 Einwohner
- Traktorosawodski Rajon – 157.600 Einwohner
- Zentralny Rajon – 84.300 Einwohner

88,5 % der Einwohner sind ethnische Russen.

## Bildung und Kultur

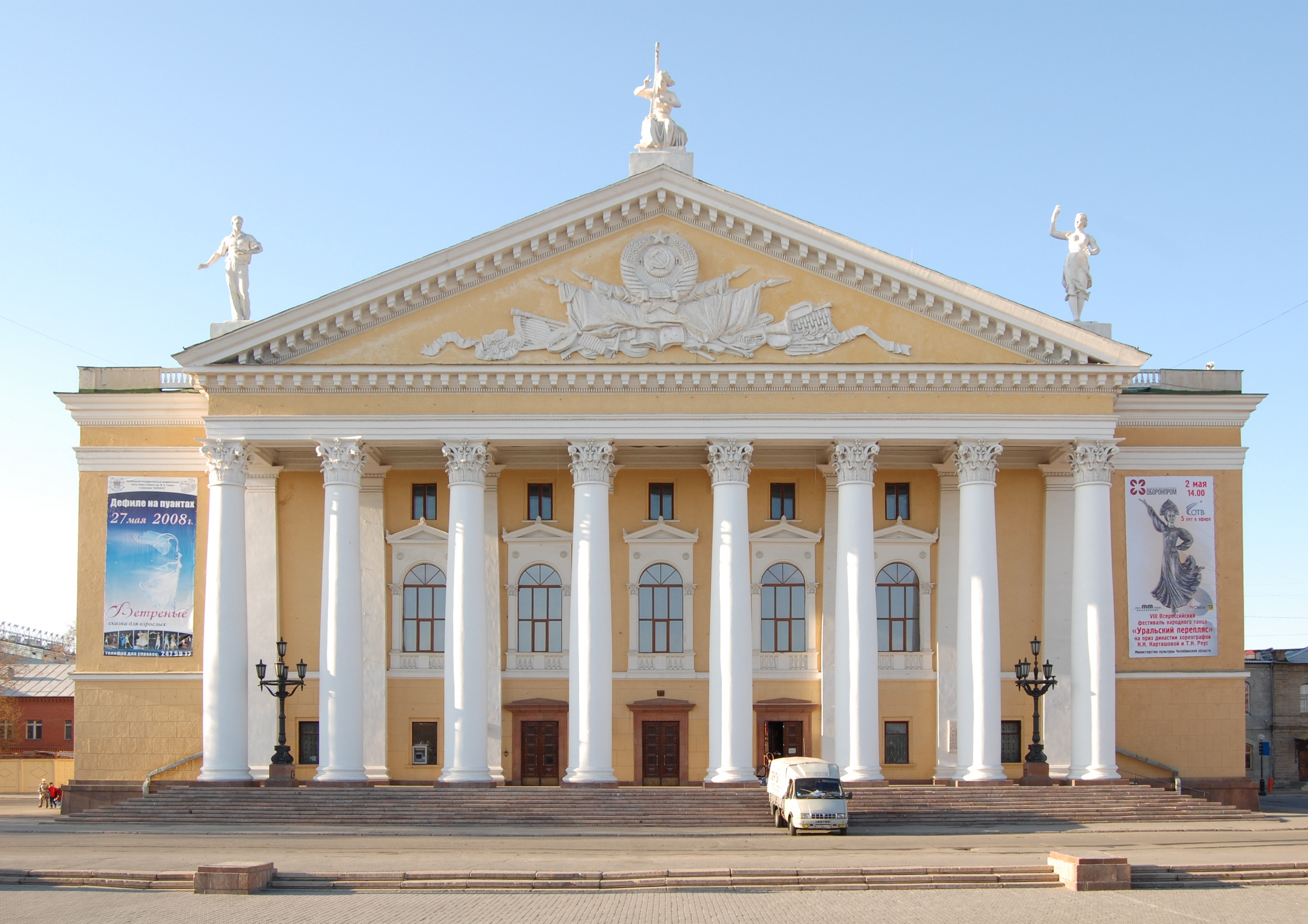
Opernhaus in Tscheljabinsk

Es gibt mindestens 23 Forschungsinstitute, 23 technische Zentren, 4 Theater, 1 Philharmonie, eine Bildergalerie, ein Heimatmuseum und ein Fernsehzentrum in der Stadt. Neben einer großen Zahl an Universitäten mit zahlreichen Studiengängen gibt es eine spezialisierte pädagogische Hochschule.
Es gibt mehr als ein Dutzend Hochschulen in Tscheljabinsk. Die bedeutendsten Universitäten sind die Staatliche Universität Südural, Staatliche Universität Tscheljabinsk und Medizinische Akademie Tscheljabinsk. Die älteste ist die Staatliche Pädagogische Universität Tscheljabinsk, die 1934 gegründet wurde. Neben dem bekannten Theater am Revolutionsplatz befindet sich ein weiteres Theater, ein Opernhaus mit Ballett und ein Puppentheater im Zentrum.

## Sehenswürdigkeiten

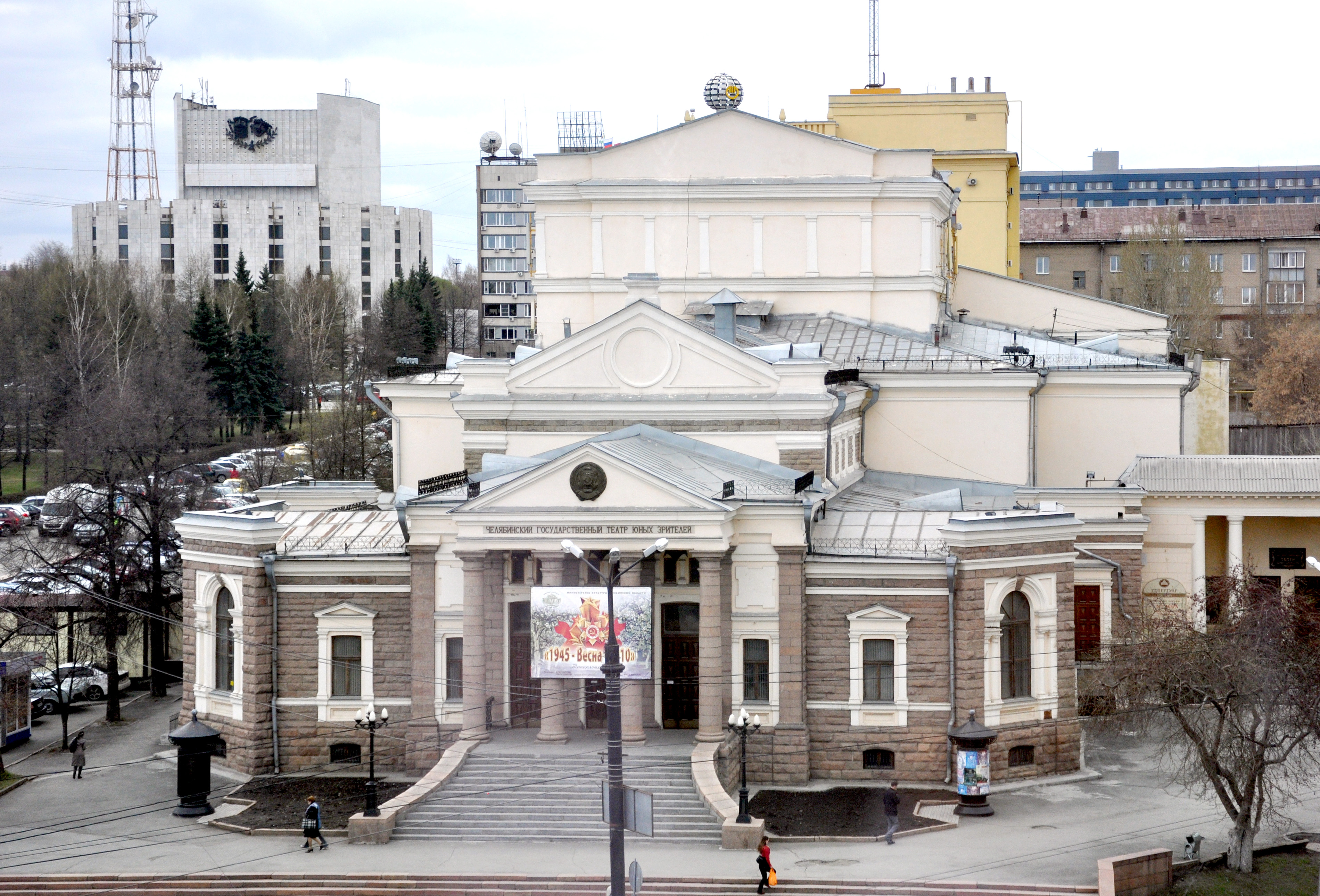
Tscheljabinsk, Theater am Platz der Revolution

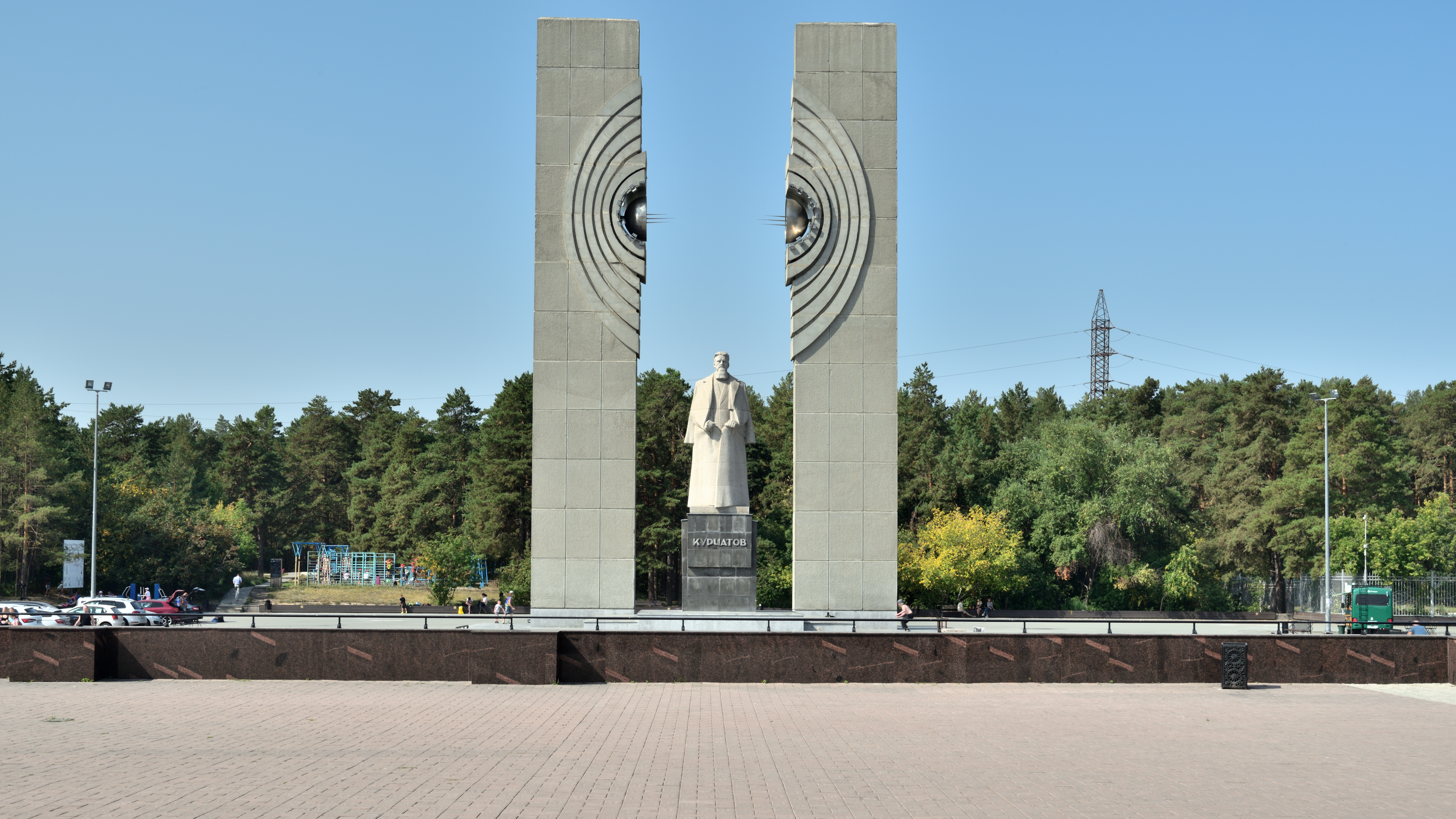
Kurtschatow-Denkmal (Bildhauer W. Awakjan, Architekten B. W. Petrow, W. L. Glasyrin, I. W. Talalai, Ingenieur W. Naumow, 1986) nahe der Staatlichen Universität Südural

Historische Architektur vor dem 19. Jahrhundert ist in der Stadt wenig vorhanden. Wichtigste Attraktionen sind das 1903 erbaute Theater am Platz der Revolution und die 1915 entstandene Alexander-Newski-Kirche, die heute eine Konzerthalle vor allem für Orgelkonzerte ist. Am Platz der Revolution beginnt auch mit einem malerischen alten Tor die Fußgängerzone der Stadt (Kirow-Straße), an deren Rand sich eine beliebte Skulpturenmeile mit naturalistisch gestalteten, lebensgroßen Figuren befindet. Hier ist ein Zentrum des Tscheljabinsker Nachtlebens mit Restaurants, Casinos, Bars und Clubs.
Die Stadt wird gitterförmig von zahlreichen breiten und oft kilometerweit schnurgeraden Boulevards durchzogen, mit bis zu vier Fahrspuren in jeder Richtung. In der Umgebung gibt es zahlreiche Seen mit Sanatorien. Ausflüge können in das Naturreservat „Ilmenski Sapowednik“ und in die nahen Uralberge unternommen werden.

## Freizeit und Sport
In der Stadt sind die Eishockeyclubs HK Traktor Tscheljabinsk und HK Metschel Tscheljabinsk beheimatet. Traktor spielt in der Saison 2008/2009 in der Kontinentalen Hockey-Liga. Metschel vertritt die Stadt in der zweithöchsten russischen Spielklasse. Erwähnenswert als Zentrum des Sports ist eine monumentale, für die beiden Clubs nach dem Millennium erbaute Eishalle, die für das Uralgebiet auch ein Zentrum für Eiskunst- und -schnelllauf ist. Der Damen-Volleyballverein VK Dynamo-Metar nimmt an der Austragung der Volleyball-Superliga teil. Weiteres bekannte Sportteam der Stadt ist eine hochklassige Frauen-Basketballmannschaft. Der Fußballverein FK Tscheljabinsk nimmt am Spielbetrieb der dritthöchsten russischen Spielklasse teil. Der Handballverein Lokomotiv-Polyot Tscheljabinsk erreichte 1994/95 das Endspiel im EHF-Pokal bei den Männern. 2021 stieg der Verein aus der russischen Super-League ab.
Vom 26. bis zum 29. April 2012 fanden in Tscheljabinsk in der Eissportarena Traktor die Judo-Europameisterschaften und vom 25. bis 31. August 2014 die Judo-Weltmeisterschaften statt. Auch die Wettkämpfe der Taekwondo-Weltmeisterschaften 2015 wurden in der Eissportarena Traktor ausgefochten. Die Eisschnelllauf-Mehrkampfeuropameisterschaft 2015 wurde in der Eissporthalle Uralskaja Molnija ausgetragen.
Große Freizeiteinrichtungen abseits des Sports sind ein zentrales Vergnügungsgelände im Puschkin-Park, ein weiteres im Kulturpark und der Zirkus von Tscheljabinsk.

## Städtepartnerschaften
Tscheljabinsk listet folgende sieben Partnerstädte auf:
| Stadt                      | Land                               | seit |
| -------------------------- | ---------------------------------- | ---- |
| Columbia                   | South Carolina, Vereinigte Staaten | 1995 |
| Harbin                     | Nordostchina, Volksrepublik China  | 2012 |
| Grafschaft Nottinghamshire | England, Vereinigtes Königreich    | 2000 |
| Kasan                      | Wolga, Russland                    | 2002 |
| Omsk                       | Sibirien, Russland                 | 2002 |
| Ramla                      | Israel                             | 2000 |
| Ufa                        | Wolga, Russland                    | 1999 |
| Ürümqi                     | Nordwestchina, Volksrepublik China | 2004 |

## Klimatabelle
|                       | Jan   | Feb   | Mär   | Apr  | Mai  | Jun  | Jul  | Aug  | Sep  | Okt  | Nov  | Dez   |   |      |
| Mittl. Tagesmax. (°C) | −10,8 | −8,1  | −0,6  | 10,2 | 18,4 | 22,8 | 24,5 | 21,5 | 15,9 | 6,4  | −1,9 | −8,2  | ⌀ | 7,6  |
| Mittl. Tagesmin. (°C) | −20,5 | −19,3 | −12,2 | −0,8 | 6,2  | 11,5 | 14,2 | 11,4 | 6,4  | −1,0 | −9,3 | −16,9 | ⌀ | −2,4 |
|                       |       |       |       |      |      |      |      |      |      |      |      |       |   |      |
| Niederschlag (mm)     | 21    | 15    | 15    | 24   | 43   | 61   | 86   | 54   | 39   | 35   | 27   | 23    | Σ | 443  |
|                       |       |       |       |      |      |      |      |      |      |      |      |       |   |      |
| Regentage (d)         | 6     | 4     | 4     | 5    | 7    | 9    | 10   | 9    | 7    | 8    | 7    | 7     | Σ | 83   |

| −20,5 |

| −19,3 |

| −12,2 |

| −0,8 |

| 6,2 |

| 11,5 |

| 14,2 |

| 11,4 |

| 6,4 |

| −1,0 |

| −9,3 |

| −16,9 |

| −20,5 |

| −19,3 |

| −12,2 |

| −0,8 |

| 6,2 |

| 11,5 |

| 14,2 |

| 11,4 |

| 6,4 |

| −1,0 |

| −9,3 |

| −16,9 |